# Nangolo Mbumba
Nangolo Mbumba (nacido Heinrich Klein Nangolo; Olukonda, 15 de agosto de 1941) es un político namibio que se desempeñó como presidente de Namibia después de la muerte del presidente Hage Geingob el 4 de febrero de 2024 hasta el 21 de marzo de 2025. También se ha desempeñado como el segundo vicepresidente de Namibia desde 2018.
Miembro de la Organización del Pueblo de África del Sudoeste (SWAPO), Mbumba ha dirigido una serie de ministerios en Namibia: Agricultura, Agua y Desarrollo Rural (1993-1996), Finanzas (1996-2003), Información y Radiodifusión (2003-2005) Educación (2005-2010) y Seguridad y Seguridad (2010-2012). De 2012 a 2017, Mbumba fue el secretario general de la SWAPO.

## Biografía
Nacido el 15 de agosto de 1941 en Olukonda, región de Oshikoto, Mbumba se graduó de la Universidad Estatal del Sur de Connecticut en los Estados Unidos con una licenciatura en 1971. En 1973, se graduó de la Universidad de Connecticut con una maestría en biología.
Después de graduarse de la Universidad de Connecticut, Mbumba comenzó a enseñar en la Escuela Preparatoria de Harlem en la ciudad de Nueva York. Al salir de Nueva York en 1978, regresó a África y comenzó a trabajar como Jefe del Departamento de Ciencias en el Centro de Educación de Namibia en Cuanza Sul, Angola. En 1980, fue ascendido al puesto de Director del Centro, que duró en ese cargo hasta 1985.

### Carrera política
Mbumba asumió oficialmente un cargo con la SWAPO en 1985 como Subsecretario de Educación y Cultura. Dejando ese cargo en 1987, Mbumba entró en el cargo de Secretario Personal del Presidente de la SWAPO, Sam Nujoma. Desde 1993, ha sido miembro de la Asamblea Nacional. También a partir de 1993, Mbumba tuvo una sucesión de ministerios, incluidos Agricultura, Agua y Desarrollo Rural (1993-1996),[4] Finanzas (1996-2003), Información y Radiodifusión (2003-2005) Educación (2005-2010) y Seguridad y Protección (2010-2012).
Mbumba ganó las elecciones para Secretario General de la SWAPO en el congreso de la SWAPO de 2012, una posición que se considera la tercera de mayor importancia en la estructura del partido de la SWAPO. Ganó con 352 votos contra los 244 de Utoni Nujoma y prometió antes de las elecciones que renunciaría a su cargo ministerial si tuviera éxito. El 4 de diciembre de 2012, Immanuel Ngatjizeko fue nombrado para reemplazar a Mbumba como Ministro de Seguridad en la reorganización del Gabinete que siguió al congreso.
Cuando Nickey Iyambo, el primer vicepresidente de Namibia, fue destituido del cargo por motivos de salud, el presidente Hage Geingob nombró a Mbumba como sucesor.
Mbumba se convirtió en presidente interino de Namibia tras la muerte de Hage Geingob el 4 de febrero de 2024. Se espera que termine todo el mandato de Geingob.